# Lepidonotothen larseni
Espèce
Lepidonotothen larseni est un poisson des glaces de la famille des Nototheniidae se répartissant du sud de l'Océan Indien au sud de l'Amérique du Sud mesurant en moyenne 24 centimètres.